# Moca-Croce
Moca-Croce är en kommun i departementet Corse-du-Sud på ön Korsika i Frankrike. Kommunen ligger  i kantonen Petreto-Bicchisano som tillhör arrondissementet Sartène. År 2022 hade Moca-Croce 234 invånare.

## Befolkningsutveckling
Antalet invånare i kommunen Moca-Croce
Referens:INSEE